# Ulica Trzebnicka we Wrocławiu
Ulica Trzebnicka we Wrocławiu –  jedna z arterii wylotowych, prowadzących od Starego Miasta na północ, w kierunku Trzebnicy. Zaczyna się na placu św. Macieja, a kończy na mostach Trzebnickich przez Starą Odrę. Przebiega przez osiedle Kleczków (część dawnego Przedmieścia Odrzańskiego). Przedłużeniem ulicy Trzebnickiej za mostami Trzebnickimi jest ul. Żmigrodzka, przecinająca Karłowice i Poświętne. Długość ulicy wynosi 1,1 km; w połowie długości, przy pl. Powstańców Wielkopolskich, przecina ją wiadukt kolejowy. Południowy odcinek jezdni ulicy Trzebnickiej (do pl. Powstańców Wielkopolskich) jest stosunkowo wąski (po jednym pasie ruchu w obu kierunkach, bez tramwaju); odcinek północny jest szerszy i mieści także tory tramwajowe.
W przeszłości część dzisiejszej ulicy Trzebnickiej (od pl. Powstańców Wielkopolskich do mostów Trzebnickich) stanowiła fragment Szosy Trzebnickiej (niem. Trebnitzer Chausee). Dawna rogatka miejska, zwana Rogatką Trzebnicką (Trebnitzer Barriere) zlokalizowana była w pobliżu skrzyżowania z ul. Ołbińską. Po roku 1868, w związku z budową linii kolejowej Prawego Brzegu Odry i korekcie sieci ulicznej (związanej także z wytyczonym w 1873 na dawnym Polu Maciejowym – Mathiasfeld – placem św. Macieja) przebieg nowo utworzonej Trebnitzerstraße przybrał współczesny kształt ulicy Trzebnickiej. Wybudowane wzdłuż ulicy budynki w większości powstały przed rokiem 1910 i podczas oblężenia Festung Breslau w 1945 prawie wszystkie przetrwały w stopniu pozwalającym na ich odbudowę; jest to jedna z nielicznych ulic miasta, których stuletnia zabudowa zachowała się w tak dużym zakresie aż do XXI wieku. W okresie powojennym stopniowo powstałe luki w zabudowie, w miejscu zniszczonych budynków, uzupełniano nowymi obiektami, m.in. budynek pod nr 18-20.
Prócz kamienic mieszkalnych – w większości 5- i 6-kondygnacyjnych, często ze zlokalizowanymi na parterze lub w suterenie sklepami i małymi zakładami usługowymi – wzdłuż ulicy Trzebnickiej wybudowano m.in. w latach 1894–1895 gmach przytułku Fundacji Claasseena (według projektu Richarda Plüddemanna, pod numerem 25-27, pomiędzy ul. św. Wincentego a Ołbińską, dziś szpital MSW), szkołę (1905–1908, projekt Richarda Plüddemanna i Charlota Cabanisa, pod numerem 42-44, przy skrzyżowaniu z ul. Dębickiego i z ul. Kleczkowską, dziś Kolegium Nauczycielskie), a także gazownię miejską (nr  35, projekt i budowa – rok 1881 i następne, dziś Zakład Energetyczny) i jej budynek administracyjny (nr 33, rok 1938, dziś urząd skarbowy dzielnicy Psie Pole).
Ulicą Trzebnicką kursują tramwaje:
- 0 Dworzec Nadodrze – Dworzec Główny  – Dworzec Nadodrze
- 1 Poświętne – Biskupin
- 7 Poświętne – Krzyki
- 8 Karłowice – Tarnogaj

oraz autobusy
- 108 Pracze Widawskie – Dworzec Nadodrze
- 132 Kromera – Poczta Polska
- 144 Polanowice – Wojszycka
- 247 Giełdowa Centrum Hurtu – Polanowice
- 248 Racławicka – Poświęcka Ośrodek Zdrowia
- 908 Psary – Dworzec Nadodrze